# 1963 코파 델 헤네랄리시모 결승전
1963 코파 델 헤네랄리시모 결승전(스페인어: La Final de la Copa del Generalísimo de 1963)은 현재 코파 델 레이로 알려진 스페인 컵대회의 59번째 결승전이다. 이 경기는 1963년 6월 24일, 바르셀로나 캄 노우에서 열렸고, 바르셀로나가 사라고사를 3-1로 이기고 통산 15번째 우승을 거두었다.

## 상세 경기 정보
| 바르셀로나                          | 3–1               | 사라고사 |
| ----------------------------------- | ----------------- | -------- |
| 페레다 9′ · 코치시 18′ · 살두아 59′ | 리포트 (스페인어) | 비야 61′ |

| 바르셀로나: |    |                      |
|             |    |                      |
| GK          | 1  | 호세 마누엘 페수도   |
| DF          | 2  | 로드리               |
| DF          | 3  | 페란 올리베야        |
| DF          | 4  | 시그프리드 그라시아  |
| MF          | 5  | 주안 세가라 (주장)   |
| MF          | 6  | 헤수스 가라이        |
| FW          | 7  | 페드로 사바야        |
| FW          | 8  | 마르티 베르헤스      |
| FW          | 9  | 호세 안토니오 살두아 |
| FW          | 10 | 코치시 샨도르        |
| FW          | 11 | 헤수스 마리아 페레다 |
| 감독:       |    |                      |
| 호세 곤살보 |    |                      |

| 사라고사:         |    |                       |
|                   |    |                       |
| GK                | 1  | 엔리케 야르사 (주장)  |
| DF                | 2  | 후안 수비아우레       |
| DF                | 3  | 프란시스코 산타마리아 |
| DF                | 4  | 호아킨 코르티소       |
| MF                | 5  | 산티아고 이사시       |
| MF                | 6  | 페핀                  |
| FW                | 7  | 무리요                |
| FW                | 8  | 시히                  |
| FW                | 9  | 마르셀리노            |
| FW                | 10 | 후안 마누엘 비야      |
| FW                | 11 | 카를로스 라페트라     |
| 감독:             |    |                       |
| 세사르 로드리게스 |    |                       |